# Röda stan

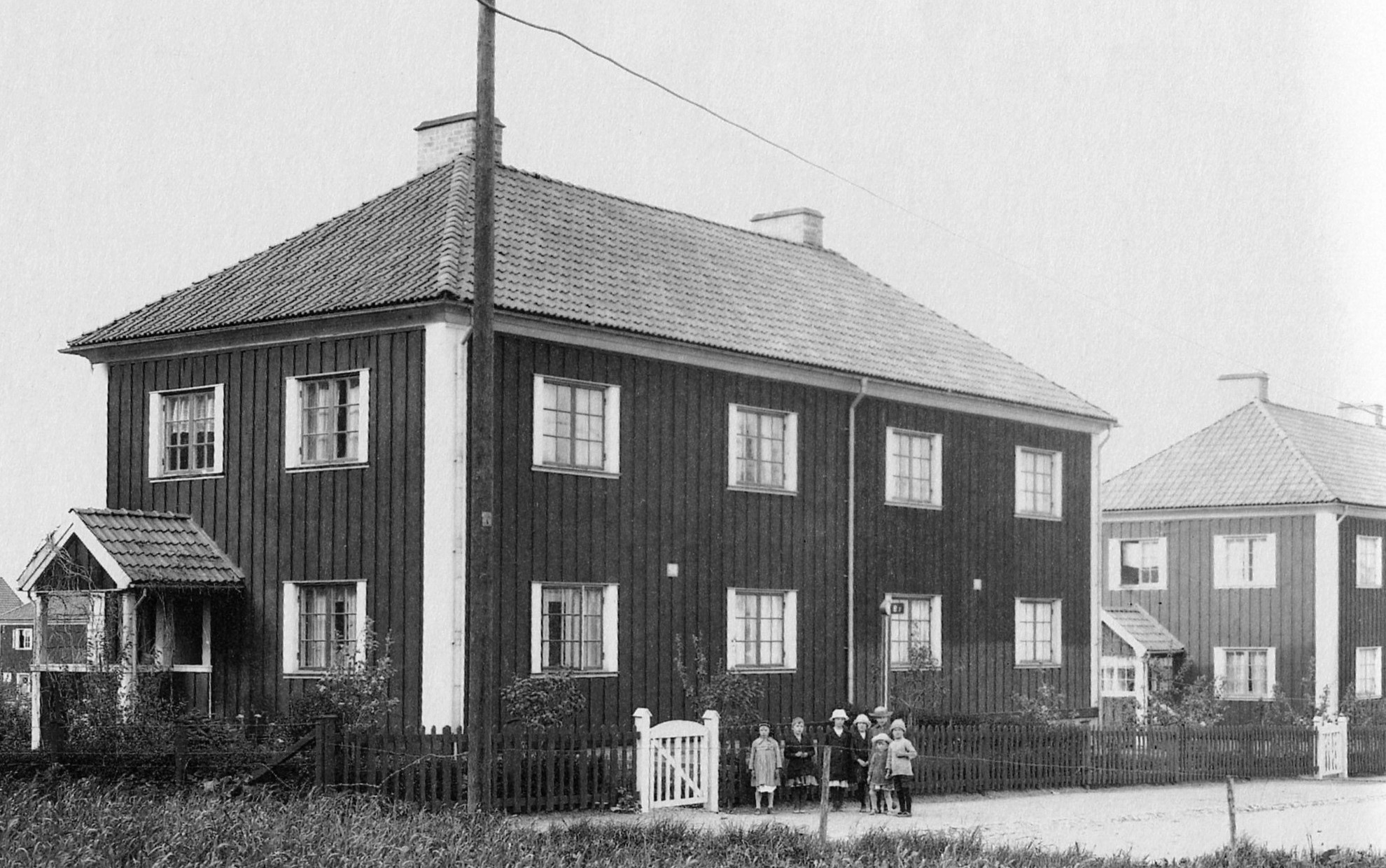
Röda stan kring 1920-talet.

Röda stan är en stadsdel med egnahem i Norrköping, vid västra delen av Norra promenaden. Namnet kommer av den faluröda färgen alla husen är målade i.

## Historik
Området uppfördes 1918 under första världskrigets bostadskris i kommunens regi som nödbostäder för arbetare, kommunen stod även för egnahemslån till dessa. Arkitekt för husen var Sven Erik Lundqvist. Röda stan var på 1960-talet rivningshotat, likt mycket annan äldre bebyggelse på den tiden, men renoverades och är i dag skyddat via kommunens detaljplan. Många av husen var ursprungligen flerfamiljshus med kök på både över- och undervåning, numera bor det dock endast en familj i varje hus.

## Kända personer från Röda stan
Kända personer som bott i Röda stan är Markus Krunegård och Stina Nilsson Bassell, vilka båda har producerat verk med Röda stan som tema.